# Afterparty (Videomind)
Afterparty è il primo album in studio del gruppo musicale italiano Videomind, pubblicato il 1º ottobre 2010 dalla Relief Records.

## Descrizione
L'album ha visto la collaborazione di vari artisti, come il chitarrista Federico Poggipollini ed il trombettista Roy Paci.
Da Afterparty sono stati estratti i singoli È normale e Music Therapy, pubblicati rispettivamente il 13 luglio e il 29 ottobre 2010.
Per la promozione dell'album sono stati girati inoltre i videoclip dei brani L'immenso e Peter Pan, pubblicati attraverso il canale YouTube di Francesco Paura rispettivamente il 18 dicembre 2010 e il 5 aprile 2011.

## Tracce
Testi e musiche di Gianluca Cranco, Francesco Curci e Clemente Maccaro, eccetto dove indicato.
1. Come the Robots – 1:56
2. Dal Play – 3:21 (Gianluca Cranco, Francesco Curci, Daniele Franzese, Clemente Maccaro)
3. Music Therapy (feat. Roy Paci) – 3:38
4. L'immenso (feat. Patrick Benifei) – 3:30
5. È normale – 3:29
6. Non credo sia normale – 1:12 (Gianluca Cranco, Francesco Curci, Daniele Franzese, Clemente Maccaro)
7. Megastore – 3:50 (Gianluca Cranco, Francesco Curci, Daniele Franzese, Clemente Maccaro)
8. Peter Pan – 3:45
9. Smile Enterprise (feat. Roy Paci) – 4:00 (Gianluca Cranco, Francesco Curci, Daniele Franzese, Clemente Maccaro)
10. YouTube – 3:18
11. Telemind – 4:20
12. Radio Pulp (feat. Patrick Benifei & Federico Poggipollini) – 3:32